# Halicin
Halicin (SU-3327) là một hợp chất hóa học đóng vai trò là một chất ức chế enzyme c-Jun N-terminal kinase (JNK). Ban đầu, thuốc được nghiên cứu để điều trị bệnh tiểu đường, nhưng do kết quả thử nghiệm kém nên đã không tiếp tục phát triển ứng dụng này.
Sau đó, halicin đã được xác định bởi các nhà nghiên cứu trí tuệ nhân tạo tại MIT vào năm 2019 bằng cách sử dụng phương pháp học sâu in silico, như một loại kháng sinh phổ rộng. Khả năng này đã được xác minh bằng thử nghiệm nuôi cấy tế bào in vitro, tiếp theo là thử nghiệm in vivo trên chuột. Nó cho thấy hoạt động chống lại các chủng kháng thuốc của Clostridiodes difficile, Acinetobacter baumannii và Mycobacterium tuberculosis, với một cơ chế hoạt động bất thường liên quan đến việc cô lập sắt trong tế bào vi khuẩn, do đó cản trở khả năng điều chỉnh cân bằng pH của màng tế bào một cách hợp lý. Vì đây là một phương thức hoạt động khác với hầu hết các loại kháng sinh, halicin vẫn duy trì hoạt động chống lại các chủng vi khuẩn kháng nhiều loại thuốc thường được sử dụng.
Các nghiên cứu sơ bộ cho thấy rằng halicin giết chết vi khuẩn bằng cách phá vỡ khả năng duy trì gradient điện hóa trên màng tế bào của chúng. Trong số các chức năng, gradient này là cần thiết để tạo ATP (các phân tử mà tế bào sử dụng để lưu trữ năng lượng), vì vậy nếu gradient bị phá vỡ, các tế bào sẽ chết. Loại cơ chế tiêu diệt này có thể khiến vi khuẩn khó phát triển đề kháng.